# Barry Commoner
Barry Commoner (28 de mayo de 1917 - 30 de septiembre de 2012) fue un biólogo estadounidense, profesor universitario, ecosocialista y activista político comprometido de izquierdas, antifascista y crítico de los movimientos que consideraba pseudoecologistas. Fue candidato a Presidente de los Estados Unidos por el Partido de la Ciudadanía. Se le considera el fundador del movimiento ambientalista en el mundo.

## Datos biográficos y académicos
Commoner nació en Brooklyn. Se tituló en zoología en la Universidad de Columbia (1937) y obtuvo su master y su doctorado en la Universidad de Harvard (1938, 1941). Tras servir como teniente en la Armada de los Estados Unidos durante la Segunda Guerra Mundial, Commoner se trasladó a San Luis y se convirtió en profesor de fisiología vegetal en la Universidad de Washington, donde enseñó durante 34 años. En 1966 fundó el Centro para la Biología de los Sistemas Naturales para el estudio de la ciencia del ecosistema global.
Durante los 1950s, Commoner adquirió notoriedad al pronunciarse en contra de las pruebas nucleares. Escribió varios libros sobre los efectos ecológicos negativos de las pruebas nucleares en la superficie. En 1970 recibió el Premio Internacional al Humanismo de la Unión Internacional Humanista y Ética. En su libro de 1971 El círculo que se cierra sugirió una respuesta de izquierdas, ecosocialista, a la tesis de los límites del crecimiento, postulando que las tecnologías capitalistas eran responsables en gran parte de la degradación medioambiental, mientras que se oponía a la presión demográfica. En 1980 fundó el Partido de la Ciudadanía para que sirviera de vehículo a su mensaje medioambiental, y su candidatura para la presidencia obtuvo 233.052 votos (un 0,27% del total).
.  
Tras su fallida tentativa electoral, Commoner regresó a la Ciudad de Nueva York y trasladó el Centro para la Biología de los Sistemas Naturales al Queens College. Cedió su puesto en 2000 y en sus últimos años fue un científico superior en el Queens College. Fue miembro de la Asociación Americana para el Avance de la Ciencia. Falleció en Manhattan en 2012.

## Peligros de la tecnología
Barry Commoner se refería a que se debe de prever el uso de muchos desarrollos tecnológicos y su posible impacto negativo en los seres humanos:

Definitivamente, hemos recogido un registro de serias fallas en recientes aplicaciones de la tecnología al ambiente natural. En cada caso, la nueva tecnología se ha aplicado sin que se conocieran siquiera los nuevos peligros de esas aplicaciones. Hemos sido muy rápidos en cosechar los beneficios pero muy lentos en considerar los costos
Clearly, we have compiled a record of serious failures in recent technological encounters with the environment. In each case, the new technology was brought into use before the ultimate hazards were known. We have been quick to reap the benefits and slow to comprehend the costs
Barry Commoner

Y esta idea debería de tomarse muy en cuenta para el análisis crítico de las inversiones de infraestructura que cada día se realizan y son mayores y más peligrosas.

## Las cuatro leyes de la ecología
Uno de los legados definitivos de Commoner son sus cuatro leyes de la ecología, tal y como mencionó en sus libros en 1971 en El círculo que se cierra. Las cuatro leyes son:
- 1. Todo está conectado con todo lo demás. Hay una sola ecosfera para todos los organismos vivos y lo que afecta a uno, afecta a todos.
- 2. Todo debe ir a parar a alguna parte. No hay "residuos" en la naturaleza y no hay un "afuera" adonde las cosas puedan ser arrojadas.
- 3. La naturaleza es la más sabia. La  humanidad ha creado tecnología para mejorar la naturaleza, pero tales cambios en el sistema natural, según Commoner, en general han ido en detrimento de dicho sistema.
- 4. Nada es gratis. La explotación de la naturaleza inevitablemente implicará la conversión de los recursos de formas útiles en inútiles.

## Publicaciones fundamentales
- Ciencia y Supervivencia (Science and Survival. New York : Viking, 1966).
- El círculo que se cierra (The Closing Circle: Nature, Man, and Technology. New York : Knopf, 1971).
- La pobreza energética: Energía y crisis económica (The Poverty of Power: Energy and the Economic Crisis. New York : Random House, 1976).
- La política energética (The Politics of Energy. New York : Knopf, 1979).
- Haciendo la paz con el planeta (Making Peace with the Planet. New York : Pantheon, 1990).